# روبرت كينيدي جونيور
روبرت فرانسيس كينيدي جونيور  (بالإنجليزية: Robert F. Kennedy Jr.) (ولد في 17 يناير 1954 – م في واشنطن العاصمة بالولايات المتحدة الأمريكية) هو سياسي أمريكي ومحامي بيئي وناشط مناهض للقاحات ومنظّر مؤامرة مقدم برامج إذاعية.
يشغل حالياً منصب وزير الصحة والخدمات الإنسانية في الولايات المتحدة منذ 13 فبراير 2025. وهو رئيس ومؤسس منظمة الدفاع عن صحة الأطفال، وهي مجموعة مناصرة مناهضة للقاحات ومؤيد للمعلومات المضللة عن لقاح كوفيد-19. كان مرشحاً في بعض الولايات كمرشح مستقل في الانتخابات الرئاسية الأمريكية لعام 2024 . وهو أحد أفراد عائلة كينيدي، وهو ابن المدعي العام الأمريكي والسيناتور روبرت ف. كينيدي، وابن شقيق الرئيس الأمريكي جون ف. كينيدي والسيناتور تيد كينيدي.
بعد نشأته في منطقة واشنطن العاصمة وماساتشوستس، تخرج كينيدي في جامعة هارفارد وحصل على درجة الدكتوراه في القانون من كلية الحقوق بجامعة فيرجينيا. بدأ حياته المهنية مساعدا للمدعي العام في مدينة نيويورك. وفي منتصف الثمانينيات، انضم إلى منظمتين غير ربحيتين تركزان على حماية البيئة: حارس النهر ومجلس الدفاع عن الموارد الطبيعية (NRDC). وضع عمله في منظمة Riverkeeper معايير قانونية بيئية طويلة الأجل. وفي كلتا المنظمتين، فاز كينيدي بمعارك قانونية ضد الشركات الكبرى الملوثة للبيئة. أصبح أستاذًا مساعدًا للقانون البيئي في كلية الحقوق بجامعة بيس في عام 1986. في عام 1987، أسس كينيدي عيادة التقاضي البيئي في جامعة بيس وشغل منصب المحامي المشرف والمدير المشارك هناك حتى عام 2017. أسس مجموعة Waterkeeper Alliance البيئية غير الربحية في عام 1999، وشغل منصب رئيس مجلس إدارتها حتى عام 2020.
منذ عام 2005، روّج كينيدي للمعلومات المضللة المناهضة للقاحات ونظريات المؤامرة على الصحة العامة، بما في ذلك الادعاء الذي لم يتم إثباته علميًا بوجود علاقة سببية بين اللقاحات والتوحد. لم يتم استخدام المادة الحافظة التي يستند إليها كينيدي في مزاعمه في لقاحات الأطفال منذ عام 2001. وقد وصف كينيدي موقفه بأنه يدافع عن الحرية الطبية ويثير المخاوف بشأن تجاوزات الحكومة في مسائل الصحة العامة، على الرغم من أن خبراء الصحة العامة ومدققي الحقائق انتقدوا هذا الإطار على نطاق واسع. منذ بداية جائحة كوفيد-19، برز كينيدي كمروّج رئيسي للمعلومات المضللة عن لقاح كوفيد-19 في الولايات المتحدة. وقد استهدف العديد من ادعاءاته التي غالبًا ما تكون كاذبة في مجال الصحة العامة شخصيات بارزة مثل أنتوني فوتشي وبيل غيتس وجو بايدن. وقد ألف كتبًا منها "أنتوني فوسي الحقيقي" (2021) و"رسالة إلى الليبراليين" (2022).

## بداية حياته وتعليمه
ولد كينيدي في مستشفى جامعة جورج تاون بواشنطن العاصمة في 17 يناير 1954. ياتي ترتيبه الثالث من بين الأطفال الأحد عشر لعضو مجلس الشيوخ ونائب عام الولايات المتحدة روبرت كينيدي وإثيل كيندي. هو ابن شقيق الرئيس جون كينيدي وعضو مجلس الشيوخ الأمريكي تيد كينيدي. 
تربي في المجمع السكني الخاص بعائلة كينيدي في هيانيس بورت بولاية ماساتشوستس، وفي هيكوري هيل في العقار الخاص بالعائلة في ماكلين بولاية فيرجينيا. تخرج كينيدي في يونيو 1972 من مدرسة بالفري ستريت، وهي مدرسة نهارية في بوسطن. عاش مع عائلة بديلة في مزرعة في كامبريدج بولاية ماساتشوستس في أثناء ارتياده مدرسة بالفري. واصل كينيدي تعليمه في جامعة هارفارد، وتخرج في عام 1976 بدرجة البكالوريوس في الآداب والتاريخ الأمريكي والأدب. حصل على درجة الدكتوراه في القانون بجامعة فيرجينيا مدرسة الحقوق في عام 1982 وماجستير القانون من جامعة بيس في عام 1987.
اُغتيل عمه الرئيس الأمريكي جون إف. كينيدي في عام 1963 عندما كان روبرت يبلغ من العمر تسعة أعوام، وكان يبلغ من العمر أربعة عشر عامًا عندما اغتيل والده في أثناء فترة ترشحه للرئاسة عام 1968. علم كينيدي بخبر إطلاق النار على والده بينما كان في مدرسة جورج تاون الإعدادية. سافر بعد بضع ساعات إلى لوس أنجلوس على متن طائرة نائب الرئيس هيوبرت همفري الخاصة برفقة أشقائه الاكبر سنًا كاثلين كينيدي تاونسند وجوزيف كيندي الثاني. كان برفقة والده عندما توفى. حمل كينيدي نعش والده، وتحدث وقرأ مقتطفات من خطب والده في القداس الذي أقيم لإحياء ذكرى وفاته في مقبرة أرلينغتون الوطنية.
عانى كينيدي من تعاطيه للمخدرات بعض وفاة والده ما أدي إلى اعتقاله في بارنستابل بولاية ماساتشوستس بتهمة حيازة المرجوانا في سن 16 عامًا، وطُرد بعدها من مدرستي ميلبروك وبومفريت الداخليتين. اعتبره بعض أفراد عائلته في ذلك الوقت «زعيم» مجموعة من الأطفال الأثرياء المدللين الذين أطلقوا على أنفسهم «إرهابيي ميناء هيانيس»، وتورط أولئك الأطفال في عمليات التخريب والسرقة وتعاطي المخدرات. واصل كينيدي تعاطيه للهيروين والكوكايين، عادة برفقة أخيه ديفيد، واكتسب سمعة بانه «عازف مزمار» و«تاجر مخدرات».

## الحياة المهنية

### مكتب المدعي العام في مانهاتن
حلف كينيدي اليمين ليتولى منصب مساعد المدعي العام في مانهاتن. استقال كينيدي في يوليو عام 1983 بعد فشله في اجتياز امتحان نقابة المحامين في نيويورك.

### إدانته بحيازة الهيروين
وٌجهت إلى كينيدي في 16 سبتمبر 1983 تهمة حيازة الهيروين في رابيد سيتي جنوب ولاية داكوتا. أقر بالذنب في فبراير 1984 في جناية واحدة وهي حيازة الهيروين، وقد صدر حكمًا ضده بوضعه تحت المراقبة لسنتين مع أداء الخدمة العامة. دخل مركزًا لإعادة تأهيل مدمني المخدرات بعد اعتقاله. تطوع كينيدي في مجلس الدفاع عن الموارد الطبيعية تلبيةً لشروط وضعه تحت المراقبة، وطُلب منه حضور جلسات إعادة تأهيل المخدرات بانتظام. أكد كينيدي أن ذلك وضع حدًا لأربعة عشر عامًا من تعاطيه للهيروين، والتي قال إنها بدأت عندما كان بعمر الخامسة عشر. انتهت فترة وضعه تحت المراقبة قبل عام من موعد انتهائها.

### ريفر كيبر
بدأ كينيدي في عام 1984 التطوع في جمعية صيادي نهر هدسون، وأُعيد تسمية الجمعية عام 1986 لتصبح ريفر كيبر على اسم أحد زوارق الدورية التي بنتها الجمعية من أموال التسوية التي ربحتها من الانتصارات القانونية قبل انضمام كينيدي. عينت منظمة ريفر كيبر كينيدي محامٍ أول بعد أن قُبل في نقابة المحامين في نيويورك عام 1985. رفع كينيدي الدعاوى القضائية وأشرف على دعاوى تنفيذ القوانين البيئية على مصبات الساحل الشرقي نيابة عن هدسون ريفر كيبر و لونغ آيلاند ساوندكيبر التي كان أحد اعضاء مجلس إدارتها. رفعت منظمة لونغ آيلاند ساوند كيبر الدعاوي القضائية ضد العديد من البلديات والمدن على طول سواحل كونيتيكت ونيويورك. رفع كينيدي دعاوٍ قضائية بشأن نهر هدسون ضد البلديات والصناعات كجنرال إلكتريك ليتوقفوا عن تصريف مخلفاتهم الملوثة في النهر ولينظفوا ما سببوه من تلوث. ساهم عمله في منظمة ريفر كيبر في إرساء معايير قانونية بيئية طويلة الأجل.
دعا كينيدي عام 1995 إلى إلغاء التشريعات التي اعتبرها غير صديقة للبيئة. عمل مع جون كرونين عام 1997 لكتابة كتاب ذا ريفر كيبرز، وهو كتاب يوثق تاريخ حركة ريفر كيبرز المبكرة وكتاب تمهيدي لحركة وتر كيبرز.
انحاز أغلب أعضاء مجلس إدارة ريفر كيبر إلى كينيدي عندما أصر على إعادة تعيين المحاضر عن الحياة البرية ومدرب الصقور ويليام وينجر الذي طرده مؤسس المنظمة ورئيسها روبرت إتش. بويلي قبل ستة أشهر بعد أن علم أن ويجنر أدين في عام 1995 بتهمة الاحتيال الضريبي وشهادة الزور والتآمر لانتهاك قوانين حماية الحياة البرية. قاد وينغر فريقًا مكونًا من عشرة أفراد على الأقل وهربوا بيض الببغاء، ومن بينها الأنواع التي أدرجتها أستراليا ضمن الأنواع المهددة بالانقراض، من أستراليا إلى الولايات المتحدة الأمريكية لمدة ثماني سنوات. قضى في السجن ثلاث سنوات ونص من عقوبة مدتها خمس سنوات، وعينه كينيدي بعد إطلاق سراحه بأشهر قليلة. استقال بويلي وثمانية من أعضاء مجلس الإدارة وأمين ريفر كيبر بعد قرار المجلس، وبرروا ذلك بأنه ليس من الصواب أن توظف منظمة بيئية شخصًا مدانًا بارتكاب جرائم بيئية، وأن هذا من شأنه أن يضر بجمع التبرعات للمنظمة.
قاد كينيدي معركة استمرت 34 عامًا لإغلاق محطة الطاقة النووية انديان بوينت. ظهر كينيدي في فيلم وثائقي عام 2004 عن المحطة النقطة الهندية: تخيل ما لا يمكن تصوره من إخراج شقيقته صانعة الأفلام الوثائقية روري كيندي. زعم كينيدي في عام 2017 أن الكهرباء التي تنتجها محطة انديان بوينت يمكن استبدالها تمامًا من خلال مصادر الطاقة المتجددة. زادت انبعاثات الكربون من توليد الكهرباء في ولاية نيويورك بنسبة 37% في عام 2022 بعد إغلاق المحطة مقارنةً بعام 2019 قبل إغلاق المحطة.
استقال كينيدي من منظمة ريفر كيبر عام 2017.